# Risa Sugimoto
Risa Sugimoto (jap. 杉本 梨沙; Sugimoto Risa, * 1. August 1994 in der Präfektur Shiga) ist eine japanische Squashspielerin.

## Karriere
Risa Sugimoto begann ihre Karriere im Jahr 2017 auf der PSA World Tour. Ihre beste Platzierung in der Weltrangliste erreichte sie mit Rang 127 im Januar 2018. Mit der japanischen Nationalmannschaft nahm sie 2012, 2016, 2018 und 2022 an der Weltmeisterschaft teil, sie stand zudem bereits mehrfach im japanischen Kader bei Asienmeisterschaften. Bei den Asienspielen 2018 gewann sie mit der Mannschaft die Bronzemedaille. 2018 wurde sie außerdem japanische Vizemeisterin.

## Erfolge
- Asienspiele: 1 × Bronze (Mannschaft 2018)
- Japanischer Vizemeister: 2018